# Devin Ratray
Devin Ratray est un acteur américain né le 11 janvier 1977 à New York (État de New York, aux États-Unis).

## Biographie
Devin Ratray est plus connu sous le rôle de Buzz McCallister (grand frère de Kevin) dans les films Maman, j'ai raté l'avion et Maman, j'ai encore raté l'avion

### Problèmes juridiques
Devin Ratray a été arrêté par la police le 22 décembre 2021  à Oklahoma City après une agression présumée sur sa petite amie pour une histoire d’autographe.Il a été mis en examen pour coups et blessures sur sa petite amie, qu’il aurait tenté d’étrangler dans sa chambre d'hôtel à la suite d'une dispute survenue dans un bar lors d’un événement organisé en ville au début du mois. Le comédien s’est énervé contre sa petite amie parce qu’elle n’avait pas fait payer son autographe à deux fans lors de cet évènement.

## Filmographie

### Cinéma
- 1986 : Where Are the Children? : Neil Keeney
- 1988 : Zits : Oscar Opily
- 1988 : Good Old Boy: A Delta Boyhood : Bubba
- 1989 : Little Monsters : Ronnie Coleman
- 1989 : 3 lits pour un célibataire (Worth Winning) : Howard Larimore Jr.
- 1990 : Maman, j'ai raté l'avion (Home Alone) : Buzz McCallister
- 1992 : Maman j'ai encore raté l'avion (Home Alone 2: Lost in New York) : Buzz McCallister
- 1993 : Denis la Malice (Dennis the Menace) : Mickey
- 1997 : Strong Island Boys : Cal
- 2004 : Le Prince et Moi (The Prince & Me) : Scotty
- 2005 : Serial : Jimmy Link
- 2009 : Clones : Bobby
- 2011 : Elevator de Stig Svendsen : Martin
- 2013 : Effets secondaires (Side Effects) de Steven Soderbergh : le patient 3 de Banks
- 2013 : Nebraska : Cole
- 2013 : Blue Ruin : Ben Gaffney
- 2013 : RIPD : Brigade fantôme (RIPD: Rest In Peace Department) : Pulaski
- 2016 : Les Cerveaux (Masterminds) de Jared Hess : Runny
- 2021 : Home Sweet Home Alone de Dan Mazer : Buzz McCallister
- 2022 : KIMI de Steven Soderbergh : Kevin

### Télévision

#### Séries télévisées
- 1989 : Heartland : Gus Stafford
- 2004 : New York- section criminelle : Kenny Miles (saison 4 épisode 6)
- 2009 : Supernatural : Damien / 'Dean' (saison 5 épisode 9)
- 2011 : New York, unité spéciale : Eldon Balogh (saison 12, épisode 12)
- 2012 : The Good Wife : Kevin Costas (saison 4 épisode 3)
- 2015 : Agent Carter : Sheldon McFee (saison 1 épisodes 2,6)
- 2015 : Elementary : Gordon Meadows (saison 3 épisode 18)
- 2015 : Louie : Mike (saison 5 épisode 7)
- 2016-2019 : The Tick : Tinfoil Kevin
- 2018 : Hawaii 5-0 : Harris Stubman (saison 8 épisode 22)
- 2018 : Mosaic : Nate Henry
- 2018 : Chicago Med (Saison 4 épisode 5,6,7)
- 2019 : Poupée russe : Un client de l'épicerie (saison 1 épisode 2)
- 2022 : Better Call Saul : un client du bar (saison 6 épisode 11)

#### Téléfilms
- 1987 : Touristes en délire (If It's Tuesday, It Still Must Be Belgium)
- 1991 : Perfect Harmony : Shelby